# Meioneta flavipes
Meioneta flavipes là một loài nhện trong họ Linyphiidae.
Loài này thuộc chi Meioneta. Meioneta flavipes được Hirotsugu Ono miêu tả năm 1991.